# 防虏寨乡
防虏寨乡是中国陕西省渭南市合阳县下辖的一个乡。

## 行政区划
防虏寨乡下辖以下行政区：
方寨村、定国村、解庄村、浪后村、朱家河村、背河村、沟北村、雁村、南永宁村、小寨村、北永宁村、拔丁村、白家庄村、高家坡村